# Tremenico
Tremenico là một đô thị trong tỉnh Lecco, trong vùng Lombardia của Ý, cự ly khoảng 70 km về phía bắc của Milan và khoảng 25 km về phía bắc của Lecco. Tại thời điểm ngày 31 tháng 12 năm 2004, đô thị này có dân số 226 người và diện tích là 8,9 km².
Tremenico giáp các đô thị: Casargo, Colico, Dervio, Dorio, Introzzo, Pagnona, Vendrogno.